# Gheorghe Cretzeanu
Gheorghe Cretzeanu (Bucarest, 1829-Bucarest, 1887) fue un jurista, político y poeta rumano.

## Biografía
Nacido en 1829 en Bucarest, estudió en el colegio Sfântu Sava y terminó sus estudios de derecho en París, donde fundó con otros jóvenes rumanos el periódico Junimea Româna, después de haber escrito ya en otros periódicos también impresos en París bajo los títulos România viitoare y Republica româna. Al regresar a su país natal en 1853, ingresó en la judicatura como fiscal, luego suplente en el Tribunal Superior y, en 1857, jurisconsulto del Estado. En 1859 fue nombrado director del Ministerio de Justicia y poco después ministro interino del mismo departamento. En 1860 fue nombrado miembro del Tribunal Superior, luego fiscal de la Casación, luego ministro de Cultos e Instrucción Pública en 1862 durante un mes y luego miembro de la Casación hasta el final de su vida. Fue autor de Melodit intime (1855). Colaboró en la Revista Carpaţilor, la Revista română y el periódico Patria desde 1854, cuya publicación cesó por la censura a los pocos meses. Falleció en Bucarest en 1887.